# 1 500 mètres masculin aux Jeux olympiques d'été de 2000 (athlétisme)
Navigation
Atlanta 1996 Athènes 2004
L'épreuve du 1 500 mètres masculin aux Jeux olympiques de 2000 s'est déroulée du 25 au 29 septembre 2000 au Stadium Australia de Sydney, en Australie.  Elle est remportée par le Kényan Noah Ngeny.

## Résultats

### Finale
| Rang               | Athlète             | Pays        | Temps         | Note |
| ------------------ | ------------------- | ----------- | ------------- | ---- |
| Médaille d'or      | Noah Ngeny          | Kenya       | 3 min 32 s 07 | OR   |
| Médaille d'argent  | Hicham El Guerrouj  | Maroc       | 3 min 32 s 32 |      |
| Médaille de bronze | Bernard Lagat       | Kenya       | 3 min 32 s 44 |      |
| 4                  | Mehdi Baala         | France      | 3 min 34 s 14 |      |
| 5                  | Kevin Sullivan      | Canada      | 3 min 35 s 50 |      |
| 6                  | Daniel Zegeye (en)  | Éthiopie    | 3 min 36 s 78 |      |
| 7                  | Andrés Díaz         | Espagne     | 3 min 37 s 27 |      |
| 8                  | Juan Carlos Higuero | Espagne     | 3 min 38 s 91 |      |
| 9                  | John Mayock         | Royaume-Uni | 3 min 39 s 41 |      |
| 10                 | Jason Pyrah (en)    | États-Unis  | 3 min 39 s 84 |      |
| 11                 | Driss Maazouzi      | France      | 3 min 45 s 46 |      |
| 12                 | Youssef Baba        | Maroc       | 3 min 56 s 08 |      |

## Légende
Records et Performances
- AR : Record continental (area record)
- CR : Record des championnats (championship record)
- MR : Record du meeting (meet record)
- NR : Record national (national record)
- OR : Record olympique (olympic record)
- PR : Record paralympique (paralympic record)
- PB : Record personnel (personal best)
- SB : Meilleure performance personnelle de la saison (season's best)
- WL : Meilleure performance mondiale de l'année (world leader)
- WJR : Record du monde junior (world junior record)
- WR : Record du monde (world record)

Circonstances et Conditions
- DNF : N'a pas terminé (did not finish)
- DNS : N'a pas pris le départ (did not start)
- DQ : Disqualification (disqualification)
- NM : Aucun essai valable enregistré (No Mark)
- Q : Qualifié « directement » au prochain tour (ou à la prochaine compétition), lors d'une compétition majeure, grâce au classement ou à la réalisation des minima (automatic qualifier)
- q : Qualifié au prochain tour (ou à la prochaine compétition), lors d'une compétition majeure, grâce au repêchage ou à la réalisation de l'une des meilleures performances parmi celles des « non qualifiés directement » (grâce au meilleur temps ou à la meilleure distance par exemple) (secondary qualifier)